# Soerensenella prehensor
Soerensenella prehensor is een hooiwagen uit de familie Triaenonychidae.